# 刘立根
刘立根（？—），男，中华人民共和国军事人物，中国人民解放军少将，曾任解放军军事法院院长，一级大法官。2022年12月，不再担任中国人民解放军军事法院院长职务。